# Velesovo
Velesovo este o localitate din comuna Cerklje na Gorenjskem, Slovenia, cu o populație de 386 de locuitori.